# Victor Cucheval-Clarigny
Victor Cucheval, dit Cucheval-Clarigny, né le 4 septembre 1830 à Rennes et mort le 4 avril 1912 à Paris 9e, est un agrégé de lettres, latiniste, professeur de rhétorique au lycée Condorcet, universitaire et auteur de quelques ouvrages sur les classiques latins.
Il est connu pour avoir été le professeur de Marcel Proust.

## Biographie et carrière
Victor Cucheval, fils du directeur des messageries générales à Boulogne-sur-Mer, étudie au lycée de Rennes puis au lycée Henri-IV à Paris comme pensionnaire de l'institution Jubé. Il intègre l'École normale supérieure en 1850 et est agrégé de lettres en 1856. Il obtient en 1863 un doctorat ès lettres. Il s'oriente vers l'enseignement, tour à tour au lycée de Reims, puis au lycée Bonaparte et au lycée Saint-Louis.
En 1876, il est nommé sur[Quoi ?] la classe de rhétorique de Condorcet où il exercera jusqu'à sa retraite en 1899. En 1878, il est maître de conférence en éloquence latine à la Sorbonne. Il obtient la Légion d'honneur en 1880.
L’Académie française lui décerne le prix Montyon en 1873, le prix Bordin en 1894 et le prix Marcelin-Guérin en 1902.
Il est le frère d'Athanase Cucheval-Clarigny, normalien, économiste, journaliste, historien et bibliothécaire à l'École normale supérieure.

## Victor Cucheval et Marcel Proust
À Condorcet, Marcel Proust est l'élève de Victor Cucheval en classe de rhétorique durant l'année scolaire 1887-1888. Les deux professeurs principaux sont Cucheval (latin) et Maxime Gaucher (littérature française et grec). Victor Cucheval n'était pas d'un naturel très enjoué et il n'était pas avare de notation sévères, au second trimestre il juge son élève « inégal et fantaisiste », il déclare au sujet du baccalauréat : « Lui sera reçu, parce que c'est un fumiste, mais il en fera refuser quinze ! » On retrouve une mention de Victor Cucheval dans une note de Proust qui rapporte une anecdote évoquant le ridicule de son nom.
Un autre des ridicules de Cucheval était sa passion malheureuse pour l’équitation. Incapable de tenir en selle plus de cinq minutes, son nom était l’occasion d’une nouvelle moquerie : « Pourquoi aussi s’entête-t-il à vouloir mettre son premier sur son second ! », disait Pierre Véron.

## Publications
- Histoire de l’éloquence latine depuis l’origine de Rome jusqu’à Cicéron : d’après les notes de M. Adolphe Berger, Paris, Hachette, 1881, 364 ; 392, 2 vol. ; in-8º (OCLC 23805532, lire en ligne sur Gallica), t. 2 sur Gallica.
- Cicéron orateur : analyse et critique des discours de Cicéron, Paris, E. Belin, 1901, 300 p., 2 vol. (OCLC 691061060, lire en ligne).